# 劉三章
劉三章（？—？），北直隸河間府景州人，清朝政治人物。

## 生平
順治二年（1645年）乙酉科順天鄉試舉人，三年（1646年）丙戌科進士。授戶部主事，升郎中，出為福建按察司僉事、分巡漳南，十七年（1660年）升江南布政使司參議、管按察司副使事、分巡池太。